# 1492: Завоевание рая
«1492: Завоевание рая» (англ. 1492: Conquest of Paradise) — исторический кинофильм совместного производства США, Великобритании, Франции и Испании. Выход фильма был приурочен к пятисотлетию официального открытия Колумбом Нового Света.

## Сюжет
Фильм рассказывает об открытии Христофором Колумбом Нового Света, о влиянии этого открытия на аборигенов Америки, на Европу и на самого Колумба.

## В ролях
| Актёр               | Роль                     |
| ------------------- | ------------------------ |
| Жерар Депардьё      | Христофор Колумб         |
| Арманд Ассанте      | Габриэль Санчес          |
| Сигурни Уивер       | Изабелла I Кастильская   |
| Лорен Дин           | Фердинанд Колумб         |
| Анхела Молина       | Беатрис Энрикес де Арана |
| Фернандо Рей        | Антонио де Марчена       |
| Майкл Уинкотт       | Адриан де Моксика        |
| Чеки Карио          | Мартин Алонсо Пинсон     |
| Кевин Данн          | капитан Мендес           |
| Фрэнк Ланджелла     | Луис де Сантанхель       |
| Марк Марголис       | Франсиско де Бобадилья   |
| Карио Салем         | де Арохас                |
| Билли Джей Салливан | юный Фердинанд Колумб    |
| Арнольд Вослу       | Эрнандо де Гевара        |
| Стивен Уоддингтон   | Бартоломео Колумб        |
| Хуан Диего Ботто    | Диего Колумб             |

## Производство
Сценарий к фильму написала французская журналистка Розелин Бош, которая передала его продюсеру Алену Голдману. Ридли Скотт не был первым выбором на место режиссёра, до него рассматривались кандидатуры Фрэнсиса Форда Копполы, Ролана Жоффе, Оливера Стоуна и Дэвида Паттнэма. Скотт, давно мечтавший поработать над историческим фильмом, рассматривался как потенциальный режиссёр в другом кинематографическом проекте, приуроченном к пятисотлетию открытия Америки, — фильме «Христофор Колумб: Завоевание Америки» производства Александра и Ильи Салкиндов.
Христофора Колумба сыграл французский актёр Жерар Депардьё, которого Ридли Скотт считал идеальным кандидатом на эту роль. Роль королевы Изабеллы Кастильской первоначально досталась Анжелике Хьюстон, но затем была отдана Сигурни Уивер, ранее работавшей со Скоттом в фильме «Чужой». Из технического персонала с режиссёром ранее работали художник-постановщик Норрис Спенсер, композитор Вангелис, оператор Адриан Биддл и декоратор Энн Молло.
Затруднения возникли на этапе поиска инвесторов, британская студия Pinewood Studios дважды сворачивала производство из-за недостатка средств, а крупные голливудские студии проектом не заинтересовались, пока наконец не удалось заручиться поддержкой министерства культуры Испании. 2 декабря 1991 года работа над фильмом началась и продолжалась около восьмидесяти дней. Наружные съёмки проходили в испанских Севилье и Гранаде, а также в Коста-Рике и Доминиканской Республике. Продюсерам картины также пришлось судиться с Салкиндами за право использовать имя Христофора Колумба в названии.

## Кассовые сборы
При бюджете в $44 миллиона фильм провалился в прокате, собрав в США лишь $7,2 миллиона.

## Награды и номинации
| Год  | Премия         | Категория     | Получатель | Результат |
| ---- | -------------- | ------------- | ---------- | --------- |
| 1993 | Золотой глобус | Лучшая музыка | Вангелис   | Номинация |